# Brocchinia paniculata
Espèce
Classification APG III (2009)
Classification phylogénétique
Synonymes
- Pitcairnia brocchinia D.Dietr

Brocchinia paniculata est une espèce de plante de la famille des Bromeliaceae, qui se rencontre en Colombie et au Venezuela.

## Synonymes
- Pitcairnia brocchinia D.Dietr[2].

## Distribution et habitat

### Distribution
L'espèce se rencontre en Colombie et au Venezuela.

### Habitat
L'espèce se rencontre entre 200 et 1 500 mètres d'altitude dans les forêts de nuage dans le sud-ouest du Venezuela et l'est de la Colombie. Elle est épiphyte ou saxicole et croît dans les aspérités des grès. Elle partage le même type d'habitat que Brocchinia micrantha qui se rencontre entre 500 et 1 200 mètres d'altitude à cheval sur le Venezuela et le Guyana.